# Tour du Mont Blanc

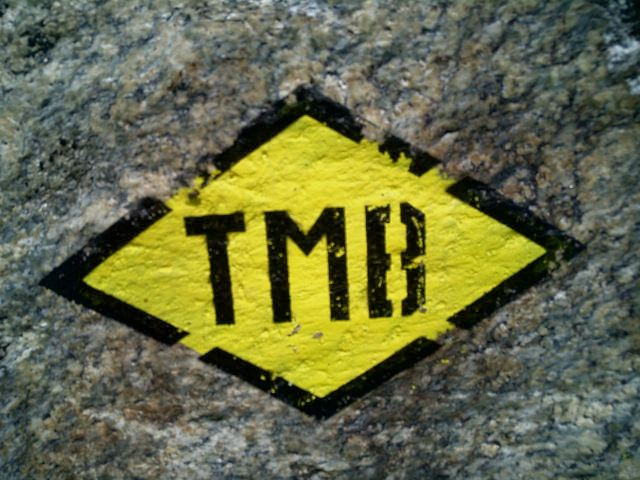
Sinal oficial do TMB

O Tour du Mont Blanc ou TMB, a Volta ao Monte Branco, é um das percurso pedestre de longa distancia mais populares na Europa.  O percurso dá a volta ao Maciço do Monte Branco cobrindo uma distância de cerca de 170 km que se faz em sete ou 10 dias, e com um desnível de 10 km
A volta ao Monte Branco passa por:
- Argentière na  Alta Saboia  da  França
- Courmayeur no  Vale de Aosta  da   Itália, e
- Martigny no  Valais  na  Suíça

Além de vários picos, passa pelo Colo da Seigne, Colo da Cruz do Bonhomme, Colo do Brévent, Colo do Bonhomme, Colo de Balme,  Colo Ferret, e Colo da Forclaz.
O TMB faz parte dos Trilhos de grandes percursos pedestres, os GR's franceses, e tem uma parte comum com a  trilha GR 5, que liga o mar do Norte, em Hoek van Holland, para chegar ao Mediterrâneo, em Nice em França, totalizando  2.600 km de distância. 

## Itinerário
| Início           | Fim              | Distância | Horário | Ascensdente | Descendente |
| ---------------- | ---------------- | --------- | ------- | ----------- | ----------- |
| Les Houches      | Refuge du Truc   | 12,8 km   | 4:59    | 1.536 m.    | 775 m.      |
| Refuxio du Truc  | La Balme         | 11,4 km   | 3:10    | 544 m.      | 601 m.      |
| La Balme         | Les Mottets      | 15,9 km   | 4:23    | 1.166 m.    | 995 m.      |
| Les Mottets      | Col de Chercroui | 18,9 km   | 5:34    | 1.136 m.    | 1.038 m.    |
| Col de Chercroui | Courmayeur       | 5,78 km   | 1:20    | 88 m.       | 796 m.      |
| Courmayeur       | Refuge Bertone   | 4,12 km   | 1:47    | 727 m.      | 0 m.        |
| Refuge Bertone   | Refuge Elena     | 19,5 km   | 5:06    | 1.163 m.    | 1.086 m.    |
| Refuge Elena     | Champex          | 28,2 km   | 7:44    | 1.045 m.    | 1.656 m.    |
| Champex          | Le Peuty         | 13,6 km   | 6:01    | 1.213 m.    | 1.274 m.    |
| Le Peuty         | Tre-le-Champ     | 15,7 km   | 5:25    | 1.219 m.    | 1.108 m.    |
| Tre-le-Champ     | Refuge Flegere   | 7,99 km   | 3:18    | 855 m.      | 413 m.      |
| Refuge Flegere   | Les Houches      | 19,6 km   | 6:25    | 889 m.      | 1.773 m.    |
| Total            |                  | 173,5 km  | 55 h.   | 11.603 m.   | 11.895 m.   |